# 天目早竹
天目早竹（学名：Phyllostachys tianmuensis）为禾本科刚竹属下的一个种。

## 扩展阅读
- 維基物種上的相關：天目早竹